# فيزول
فيزول (بالفرنسية: Vesoul)‏ هي بلدية فرنسية تقع في إقليم هوت ساون في منطقة بورغوني-فرانش كومته الواقعة في شرق فرنسا.
وهي أكثر البلديات كثافة سكانا في المقاطعة حيث بلغ عدد سكانها 15,212 نسمة في عام 2014. وفي العام نفسه، كان عدد سكان بلدية فيزول المشتركة التي تضم 20 بلدية نجو 34,310 نسمة، في حين بلغ عدد سكان منطقة فيزول الحضرية 78 بلدية 59,244 نسمة. ويعرف سكانها باللغة الفرنسية كما فيزوليان Vésuliens. تلقب فيزول ب «نيس من الشرق»، واشتهرت عن أغنية «فيزول» من غناء جاك بريل ومهرجان فيزول الدولي للسينما الآسيوية.
بنيت المدينة على قمة تل دي موت في الألفية الأولى، وتعود المدينة القديمة من القرون الوسطى كاستروم فيزوليوم، يتم تقديم المدينة تدريجيا كمركز تجاري واقتصادي. شهدت المدينة فترة من الصعوبات في نهاية العصور الوسطى.
فيزول هي أيضا عاصمة صناعة الخدمات اللوجستية مع محطة فسول ومقر العديد من المؤسسات مثل المركز الإقليمي لترميم الأعمال الفنية.
المدينة هي عاصمة الإقليم.

## توأمة
لفيزول اتفاقيات توأمة مع:
- غيرلينغن

## أعلام
- آرثر كونستانتين كريبز
- إدوارد بيلين
- رومان ميتر
- ليو فنسنت
- لوسيان لوران
- فنسنت لويس